# Пролетарий (буксир)
«Пролета́рий» — советский буксир, затонувший 2 сентября 1942 года в результате атаки немецких торпедных катеров в районе станицы Благовещенская.

## История
О судьбе этого судна известно очень мало: информация ограничивается указанием первоначального названия буксира («Кавказ») и датой его вхождения в силы Черноморского флота Советского Союза (26 августа 1941 года).
2 сентября 1942 года «Пролетарий», находясь в составе флотилии плавсредств, был атакован немецкими торпедными катерами, выпустившими (если судить по архивным данным) 9 торпед. Судно, получив серьёзные повреждения, затонуло на небольшой глубине в 20 метрах от одного из пляжей станицы Благовещенская (Анапский район Краснодарского края). О судьбе экипажа буксира в исторических хрониках ничего не сообщается.

## Современное состояние
Буксир «Пролетарий» лежит на глубине 3 метров, причём место его нынешнего нахождения помечено опознавательным буем белого цвета. Обломки судна представляют собой хорошо сохранившийся носовой фрагмент протяженностью 1—1,5 м с возвышением над грунтом в 1,7 м с остатками бортов, возвышение которых над дном плавно переходит с 0,8 м (ближе к носовой секции) до 0,1 м. Общая протяженность сохранившейся части «Пролетария» составляет 10—11 м. Поверхность судна покрыта сравнительно небольшими раковинами мидий; внутренние полости занесены песком.